# Rhea megye
Rhea megye az Amerikai Egyesült Államokban, azon belül Tennessee államban található. Megyeszékhelye és legnagyobb városa Dayton. Lakosainak száma 32 870 fő (2020. április 1.). Rhea megye Cumberland, Roane, Meigs, Hamilton és Bledsoe megyékkel határos.

## Népesség
A megye népességének változása:
| Lakosok száma | 31 870 | 31 995 | 32 307 | 32 513 | 32 526 | 32 870 |
|               | 2010   | 2011   | 2012   | 2013   | 2015   | 2020   |